# Bradley Cooper
Bradley Cooper (Philadelphia, Pennsylvania, 1975. január 5. –) BAFTA-díjas amerikai színész és producer.

## Fiatalkora és tanulmányai
Bradley Cooper 1975. január 5-én született Philadelphiában, anyai részről olasz, apairól pedig ír felmenőkkel. Gyerekkorában nem tudta eldönteni, hogy színész vagy inkább szakács szeretne-e lenni, így az egyetem mellett félállásban egy étteremben dolgozott. 1993-ban végezte el a Germantown Academyt, majd 1997-ben a Georgetown Universityn diplomázott.  Franciául tanult, és 6 hónapig Franciaországban is élt. Később a New School University drámaiskolájában tanult. Diplomamunkája Az elefántember színpadi adaptációjában John Merrick szerepe volt. David Lynch filmje és John Hurt alakításai már kisgyermekként lenyűgözték.

## Pályafutása
Első televíziós szerepét a Szex és New York  című sorozatban kapta, a főszereplő, Sarah Jessica Parker egyik szabadidőpartnereként. A Discovery Channel nem sokkal ezután műsorvezetői feladattal bízta meg – az Extreme Treks in a Wild World című sorozat egyik házigazdája lett.
Megsokszorozódott színészi felkérései miatt még a diplomakiosztóját is kénytelen volt kihagyni – épp nagyjátékfilmes debütálását, a Gyagyák a gatyában, avagy tudom, kit fűztél tavaly nyáron című filmet forgatta. Játszott az Ütközéspont című filmben, Ben Affleck és Samuel L. Jackson mellett, majd megkapta Will Tippin szerepét az Alias című sorozatban, amely meghozta számára az igazi ismertséget. Ezután jött az Ünneprontók ünnepe és az Anyám nyakán, utóbbi Matthew McConaughey partnereként.
2004-ben a Jack és Bobby első évadában kapott szerepet, majd a Kitchen Confidental című vígjátéksorozatban tűnt fel. Öt epizód erejéig játszott a Kés/Alatt című sorozatban is, majd Jim Carrey mellett az Az igenember című filmvígjátékban vállalt szereplést. 2009-ben olyan nagynevű színészekkel játszott együtt a Nem kellesz eléggé című romantikus filmben, mint Ben Affleck, Scarlett Johansson, Jennifer Aniston és Drew Barrymore. Ugyanebben az évben szerepet kapott a Másnaposokban, ami időközben az évtized legjobb vígjátéka lett.[forrás?]
2010-ben a Valentin nap című romantikus filmben Eric Dane, Julia Roberts, Ashton Kutcher, Anne Hathaway és Patrick Dempsey oldalán szerepelt. 2010-ben került mozikba a nagy sikerű A szupercsapat, melyben Szépfiú szerepét játszotta. 2012-ben az Üss vagy fuss!, a Lopott szavak, illetve a Napos oldal című filmekben láthatták a nézők, utóbbival alakításáért Oscar-díj-ra jelölték. 2013-ban visszatért Phil Wenneck szerepében a Másnaposok 3.-ban.

## Filmográfia

### Film

#### Rendező, író és producer
| Év   | Magyar cím            | Eredeti cím                 | Feladatkör | Feladatkör | Feladatkör | Rendező               |
| Év   | Magyar cím            | Eredeti cím                 | Rendező    | Író        | Producer   | Rendező               |
| ---- | --------------------- | --------------------------- | ---------- | ---------- | ---------- | --------------------- |
| 2011 | Csúcshatás            | Limitless                   | Nem        | Nem        | Vezető     | Neil Burger           |
| 2012 | Lopott szavak         | The Words                   | Nem        | Nem        | Vezető     | Brian Klugman         |
| 2012 | Lopott szavak         | The Words                   | Nem        | Nem        | Vezető     | Lee Sternthal         |
| 2012 | Napos oldal           | The Silver Linings Playbook | Nem        | Nem        | Vezető     | David O. Russell (1.) |
| 2013 | Amerikai botrány      | American Hustle             | Nem        | Nem        | Vezető     | David O. Russell (2.) |
| 2014 | Amerikai mesterlövész | American Sniper             | Nem        | Nem        | Igen       | Clint Eastwood        |
| 2016 | Haverok fegyverben    | War Dogs                    | Nem        | Nem        | Igen       | Todd Phillips (1.)    |
| 2018 | Csillag születik      | A Star Is Born              | Igen       | Igen       | Igen       | Bradley Cooper (1.)   |
| 2019 | Joker                 | Joker                       | Nem        | Nem        | Igen       | Todd Phillips (2.)    |
| 2021 | Rémálmok sikátora     | Nightmare Alley             | Nem        | Nem        | Igen       | Guillermo del Toro    |
| 2023 | Maestro               | Maestro                     | Igen       | Igen       | Igen       | Bradley Cooper (2.)   |

#### Színész
| Év   | Magyar cím                                                | Eredeti cím                             | Szerep                                        | Magyar hang         | Rendező                   |
| ---- | --------------------------------------------------------- | --------------------------------------- | --------------------------------------------- | ------------------- | ------------------------- |
| 2001 | Gyagyák a gatyában, avagy tudom, kit fűztél tavaly nyáron | Wet Hot American Summer                 | Ben                                           | Magyar Bálint       | David Wain                |
| 2002 | Ütközéspont                                               | Changing Lanes                          | Gordon Pinella (törölt jelenet)               |                     | Roger Michell             |
| 2002 | Én pici szemem                                            | My Little Eye                           | Travis Patterson                              | Hevér Gábor         | Marc Evans                |
| 2002 |                                                           | Bending All the Rules                   | Jeff                                          |                     | Morgan Klein              |
| 2002 | Peter Knight                                              | Bending All the Rules                   | Jeff                                          |                     |                           |
| 2005 | Ünneprontók ünnepe                                        | The Wedding Crashers                    | Zachary "Sack" Lodge                          | Rajkai Zoltán       | David Dobkin              |
| 2006 | Anyám nyakán                                              | Failure to Launch                       | Demo                                          | Takátsy Péter       | Tom Dey                   |
| 2007 | Tuti lúzerek                                              | The Comebacks                           | Cowboy                                        |                     | Tom Brady                 |
| 2008 |                                                           | Older than America                      | Luke Peterson                                 |                     | Georgina Lightning        |
| 2008 | A meztelen dobos                                          | The Rocker                              | Trash                                         | Tokaji Csaba        | Peter Cattaneo            |
| 2008 | Éjféli etetés                                             | Midnight Meat Train                     | Leon Kauffman                                 | Rajkai Zoltán       | Ryuhei Kitamura           |
| 2008 | Az igenember                                              | Yesman                                  | Peter                                         | Rajkai Zoltán       | Peyton Reed               |
| 2008 | Szeretlek, New York                                       | New York, I Love You                    | Gus                                           | Rajkai Zoltán       | Allen Hughes              |
| 2009 | Nem kellesz eléggé                                        | He's Just Not That Into You             | Ben                                           | Hevér Gábor         | Ken Kwapis                |
| 2009 | Másnaposok                                                | The Hangover                            | Phil Wenneck                                  | Rajkai Zoltán       | Todd Phillips (1.)        |
| 2009 | Védtelen gyermek                                          | Case 39                                 | Douglas Ames                                  | Czvetkó Sándor      | Christian Alvart          |
| 2009 | Ő a megoldás                                              | All About Steve                         | Steve                                         | Rajkai Zoltán       | Phil Traill               |
| 2010 | Valentin nap                                              | Valentine`s Day                         | Holden                                        | Hevér Gábor         | Garry Marshall            |
| 2010 |                                                           | Brother's Justice                       | önmaga / Dwight Sage                          |                     | David Palmer (1.)         |
| 2010 | Dax Shepard (1.)                                          | Brother's Justice                       | önmaga / Dwight Sage                          |                     |                           |
| 2010 | A szupercsapat                                            | The A-Team                              | Templeton "Szépfiú" Peck                      | Rajkai Zoltán       | Joe Carnahan              |
| 2011 | Csúcshatás                                                | Limitless                               | Eddie Morra                                   | Rajkai Zoltán       | Neil Burger               |
| 2011 | Másnaposok 2.                                             | The Hangover Part II                    | Phil Wenneck                                  | Rajkai Zoltán       | Todd Phillips (2.)        |
| 2011 |                                                           | Kaylien (rövidfilm)                     | apa                                           |                     | Zoë Saldana               |
| 2012 | Lopott szavak                                             | The Words                               | Rory Jansen                                   | Rajkai Zoltán       | Brian Klugman (1.)        |
| 2012 | Lopott szavak                                             | The Words                               | Rory Jansen                                   | Rajkai Zoltán       | Lee Sternthal             |
| 2012 | Üss vagy fuss!                                            | Hit and Run                             | Alex                                          | Anger Zsolt         | David Palmer (2.)         |
| 2012 | Üss vagy fuss!                                            | Hit and Run                             | Alex                                          | Anger Zsolt         | Dax Shepard (2.)          |
| 2012 | Túl a fenyvesen                                           | The Place Beyond the Pines              | Avery Cross                                   | Rajkai Zoltán       | Derek Cianfrance          |
| 2012 | Napos oldal                                               | The Silver Linings Playbook             | Patrick "Pat" Solitano, Jr.                   | Rajkai Zoltán       | David O. Russell (1.)     |
| 2013 | Másnaposok 3.                                             | The Hangover Part III                   | Phil Wenneck                                  | Rajkai Zoltán       | Todd Phillips (3.)        |
| 2013 | Amerikai botrány                                          | American Hustle                         | Richie DiMaso                                 | Rajkai Zoltán       | David O. Russell (2.)     |
| 2014 | A galaxis őrzői                                           | Guardians of the Galaxy                 | Mordály, a mosómedve (hangja)                 | Kálloy Molnár Péter | James Gunn (1.)           |
| 2014 | Serena                                                    | Serena                                  | George Pemberton                              | Rajkai Zoltán       | Susanne Bier              |
| 2014 | Amerikai mesterlövész                                     | American Sniper                         | Chris Kyle                                    | Rajkai Zoltán       | Clint Eastwood (1.)       |
| 2015 | Aloha                                                     | Aloha                                   | Brian Gilcrest                                | Rajkai Zoltán       | Cameron Crowe             |
| 2015 | Az ételművész                                             | Burnt                                   | Adam Jones                                    | Rajkai Zoltán       | John Wells                |
| 2015 | A szerelem epizódjai                                      | Baby, Baby, Baby                        | Karl                                          | Hamvas Dániel       | Brian Klugman (2.)        |
| 2015 | Joy                                                       | Joy                                     | Neil Walker                                   | Rajkai Zoltán       | David O. Russell (3.)     |
| 2016 | Cloverfield Lane 10                                       | 10 Cloverfield Lane                     | Ben (hangja)                                  | Rajkai Zoltán       | Dan Trachtenberg          |
| 2016 | Haverok fegyverben                                        | War Dogs                                | Henry Girard                                  | Rajkai Zoltán       | Todd Phillips (4.)        |
| 2017 | A galaxis őrzői vol. 2.                                   | Guardians of the Galaxy Vol. 2          | Mordály, a mosómedve (hang és motion capture) | Kálloy Molnár Péter | James Gunn (2.)           |
| 2018 | Bosszúállók: Végtelen háború                              | Avengers: Infinity War                  | Mordály, a mosómedve (hangja)                 | Kálloy Molnár Péter | Anthony és Joe Russo (1.) |
| 2018 | Csillag születik                                          | A Star Is Born                          | Jackson Maine                                 | Rajkai Zoltán       | Bradley Cooper (1.)       |
| 2018 | A csempész                                                | The Mule                                | Colin Bates ügynök                            | Rajkai Zoltán       | Clint Eastwood (2.)       |
| 2019 | Bosszúállók: Végjáték                                     | Avengers: Endgame                       | Mordály, a mosómedve (hangja)                 | Kálloy Molnár Péter | Anthony és Joe Russo (2.) |
| 2021 | Licorice Pizza                                            | Licorice Pizza                          | Jon Peters                                    | Rajkai Zoltán       | Paul Thomas Anderson      |
| 2021 | Rémálmok sikátora                                         | Nightmare Alley                         | Stanton "Stan" Carlisle                       | Rajkai Zoltán       | Guillermo del Toro        |
| 2022 | Thor: Szerelem és mennydörgés                             | Thor: Love and Thunder                  | Mordály, a mosómedve (hangja)                 | Kálloy Molnár Péter | Taika Waititi             |
| 2023 | A galaxis őrzői: 3. rész                                  | Guardians of the Galaxy Vol. 3          | Mordály, a mosómedve (hang és motion capture) | Kálloy Molnár Péter | James Gunn (3.)           |
| 2023 | Dungeons & Dragons: Betyárbecsület                        | Dungeons & Dragons: Honor Among Thieves | Marlamin (cameo)                              | Rajkai Zoltán       | Jonathan Goldstein        |
| 2023 | Dungeons & Dragons: Betyárbecsület                        | Dungeons & Dragons: Honor Among Thieves | Marlamin (cameo)                              | Rajkai Zoltán       | John Francis Daley        |
| 2023 | Maestro                                                   | Maestro                                 | Leonard Bernstein                             | Rajkai Zoltán       | Bradley Cooper (2.)       |
| 2024 | Képzeletbeli barátok                                      | IF                                      | Jég (hangja)                                  | Ficza István        | John Krasinski            |
| 2025 | Superman                                                  | Superman                                | Jor-El (hangja)                               |                     | James Gunn (4.)           |

### Televízió
| Év        | Magyar cím                               | Eredeti cím                                         | Szerep                     | Megjegyzések                                         |
| --------- | ---------------------------------------- | --------------------------------------------------- | -------------------------- | ---------------------------------------------------- |
| 1999      | Szex és New York                         | Sex and the City                                    | Jake                       | 1 epizód                                             |
| 2000      |                                          | Wall to Wall Records                                | ismeretlen szerep          | tévéfilm                                             |
| 2000–2001 |                                          | The Street                                          | Clay Hammond               | 5 epizód                                             |
| 2000–2001 |                                          | Globe Trekker                                       | önmaga                     | 9 epizód                                             |
| 2001–2006 | Alias                                    | Alias                                               | Will Tippin                | - 46 epizód - magyar hangja: - Rajkai Zoltán         |
| 2003      | Utolsó esély                             | The Last Cowboy                                     | Morgan Murphy              | tévéfilm                                             |
| 2003      |                                          | Miss Match                                          | Gary                       | 1 epizód                                             |
| 2004      |                                          | I Want to Marry Ryan Banks                          | Todd Doherty               | tévéfilm                                             |
| 2004      | Ördögi nyomozó                           | Touching Evil                                       | Mark Rivers                | 6 epizód                                             |
| 2004–2005 | Jack és Bobby                            | Jack & Bobby                                        | Tom Wexler Graham          | - 14 epizód - magyar hangja: - Viczián Ottó          |
| 2005      | Esküdt ellenségek: Különleges ügyosztály | Law & Order: Special Victims Unit                   | Jason Whitaker             | 1 epizód                                             |
| 2005      | Esküdt ellenségek: Az utolsó szó jogán   | Law & Order: Trial by Jury                          | Jason Whitaker             | 1 epizód                                             |
| 2005–2006 |                                          | Kitchen Confidential                                | Jack Bourdain              | 13 epizód                                            |
| 2007–2009 | Kés/Alatt                                | Nip/Tuck                                            | Aidan Stone                | 6 epizód                                             |
| 2009–2015 | Saturday Night Live                      | Saturday Night Live                                 | önmaga / házigazda / Craig | 3 epizód                                             |
| 2015      |                                          | Wet Hot American Summer: First Day of Camp          | Ben                        | 7 epizód                                             |
| 2015–2016 | Csúcshatás                               | Limitless                                           | Eddie Morra                | - 4 epizód - vezető producer                         |
| 2016      |                                          | BET Presents Love & Happiness: An Obama Celebration | önmaga                     | műsorvezető                                          |
| 2022      | Én vagyok Groot                          | I Am Groot                                          | Mordály (hangja)           | - 1 epizód - magyar hangja: - Kálloy Molnár Péter    |
| 2022      | A galaxis őrzői – Ünnepi különkiadás     | The Guardians of the Galaxy Holiday Special         | Mordály (hangja)           | - különkiadás - magyar hangja: - Kálloy Molnár Péter |